# توقف بين المحطات
توقف بين المحطات (بالإنجليزية: Halt auf freier Strecke) هو فيلم دراما
أُصدر في 15 مايو 2011، و17 نوفمبر 2011، في ألمانيا.

## القصة
يشخص فرانك بورم دماغي غير قابل للشفاء ولم يتبق له سوى بضعة أشهر ليعيشها. هو وزوجته لا يعرفان كيف ومتى يخبران أطفالهما بذلك. في غضون ذلك، تتدهور صحة فرانك يوماً بعد يوم.
يعيش فرانك لانج البالغ من العمر 44 عامًا مع زوجته سيمون وطفليهما ليلي وميكا في منزل على مشارف برلين. انتقلت العائلة للتو إلى المنزل الجديد، والوالدان يعملان في وظائف ثابتة، ويعيش الزوجان حياة سعيدة، ولكن عندما يزور فرانك الطبيب بسبب صداع، يتلقى تشخيصًا بالسرطان: الورم الدماغي الذي اكتشفه خبيث ولا يمكن استئصاله. لم يتبق له سوى بضعة أشهر. يستخدم فرانك هاتفه الذكي لتوثيق تطور مرضه وحياته اليومية مع عائلته. بعد أن أضعفه العلاج الكيميائي والعلاج الإشعاعي، يصاب بهلوسة يرى فيها ورم دماغه مجسدًا في شكل ضيف في برنامج هارالد شميدت. يتدهور جسد فرانك وعقله بشكل متزايد؛ يفقد ذاكرته، وحسه الاتجاهي، والسيطرة على وظائف جسده، وأخيرًا قدرته على الكلام. كما تتغير شخصيته بسبب الأدوية القوية. يتعين على الطفلين التعامل مع رعاية والدهما في المنزل، والتدهور السريع لحالته، ووفاته الوشيكة. يشعران بالارتباك الشديد. وصلت سيمون إلى أقصى حدودها. يواجه الرجل المحتضر ومن تركهم وراءه الموت من منظورين مختلفين. يتعين عليهم طرح أسئلة مختلفة على أنفسهم، ويمر كل منهم بهذه الفترة كاختبار بطريقته الخاصة.

## طاقم التمثيل
- Steffi Kühnert [الإنجليزية]‏
- تورستن ميرتين
- برنارد شوتز  [لغات أخرى]‏
- إنكا فريدريش
- Helmut Zerlett  [لغات أخرى]‏
- هارالد شميت
- Knut Elstermann  [لغات أخرى]‏
- Christine Schorn [الإنجليزية]‏
- Marie Rosa Tietjen  [لغات أخرى]‏
- Milan Peschel [الإنجليزية]‏
- Otto Mellies [الإنجليزية]‏
- اورسولا فيرنر
- Mika Seidel  [لغات أخرى]‏

## الاستقبال

### الجوائز والترشيحات
الجوائز
الترشيحات

## وصلات خارجية
- توقف بين المحطات على موقع IMDb (الإنجليزية)
- توقف بين المحطات على موقع روتن توميتوز (الإنجليزية)
- توقف بين المحطات على موقع نتفليكس (الإنجليزية)
- توقف بين المحطات على موقع ألو سيني (الفرنسية)
- توقف بين المحطات على موقع أول موفي (الإنجليزية)
- توقف بين المحطات على موقع فيلمافينيتي (الإسبانية)
- توقف بين المحطات على موقع قاعدة بيانات الأفلام السويدية (السويدية)
- توقف بين المحطات على موقع قاعدة بيانات الفيلم (الإنجليزية)
- توقف بين المحطات على موقع ليتربوكسد (الإنجليزية)
- توقف بين المحطات على موقع كينوبويسك (الروسية)